# Fra Mauro (cráter)

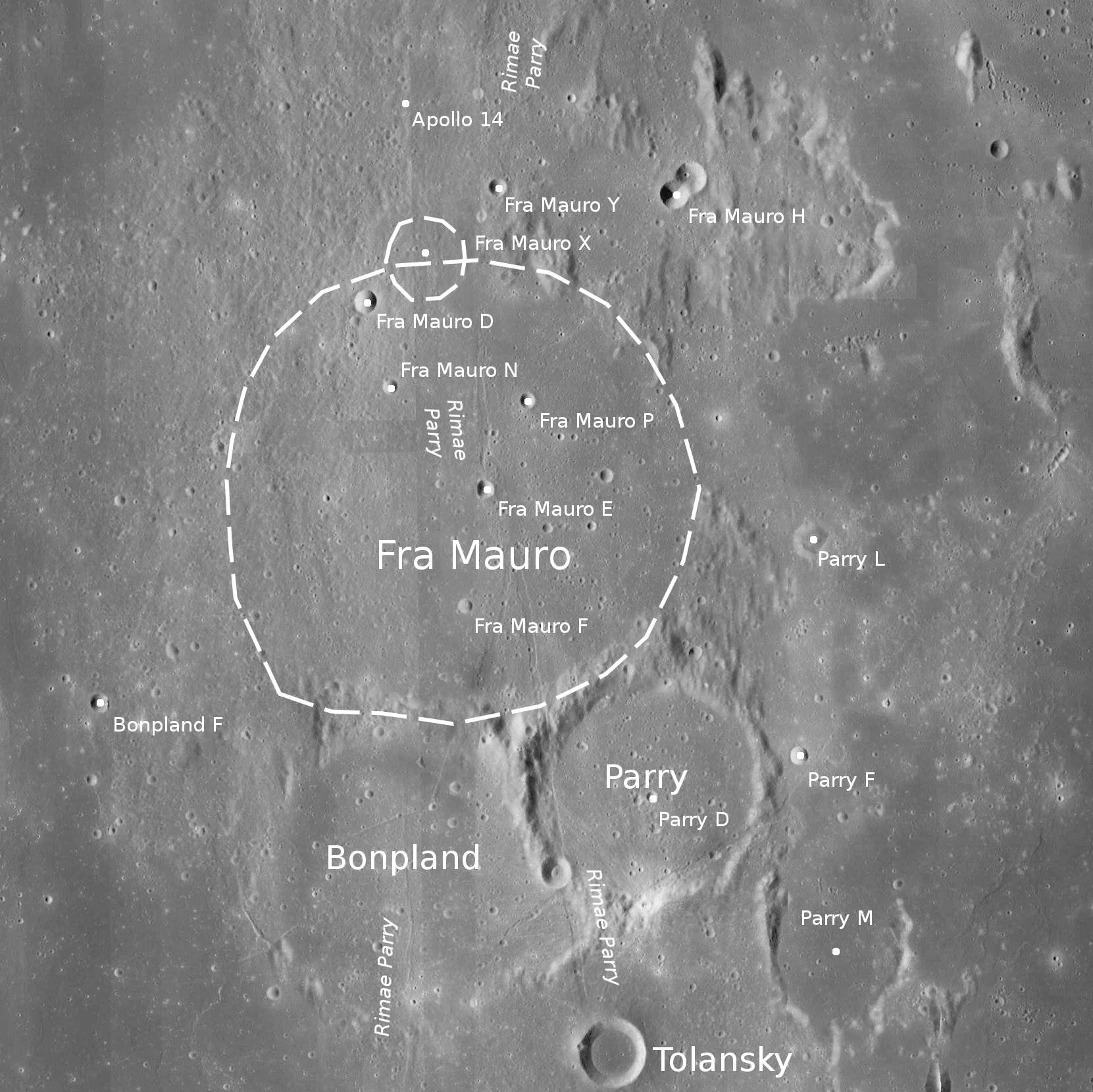
Cráter Fra Mauro. Foto: LRO

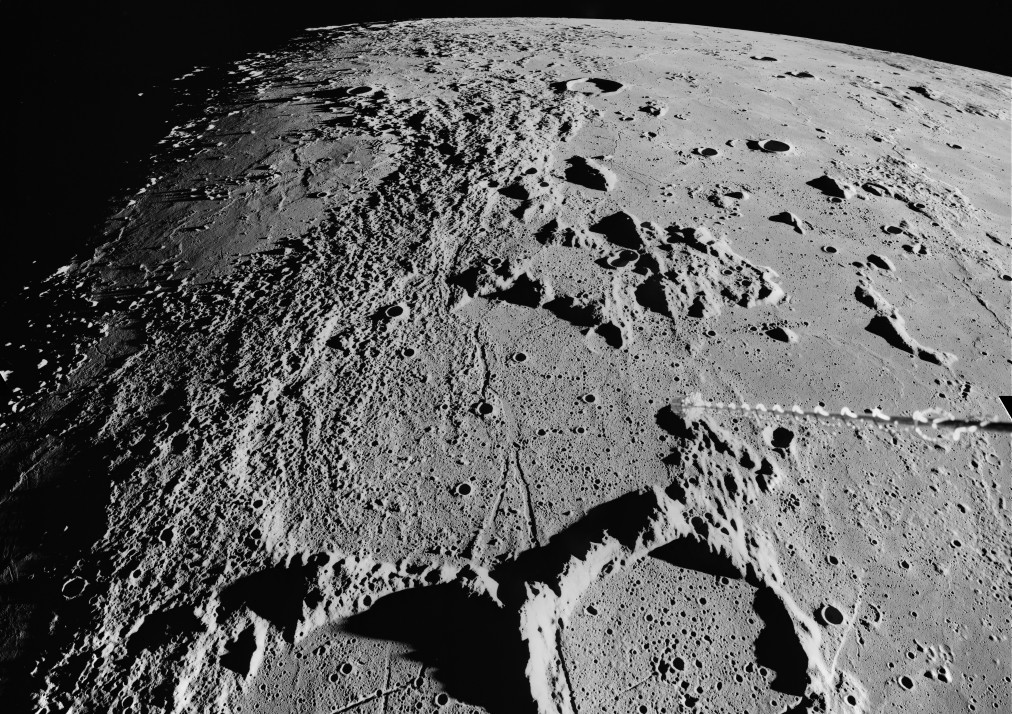
Fotografía de la misión Apolo 16

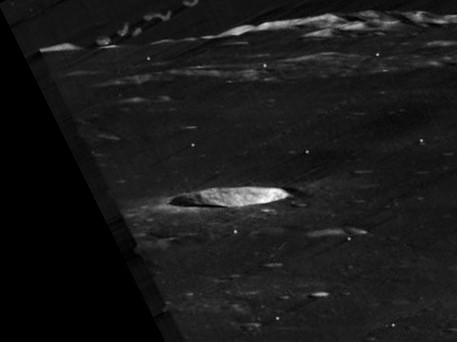
Vista oblicua de Fra Mauro T, desde el Lunar Orbiter 3

Fra Mauro es un astroblema, el remanente desgastado de una llanura amurallada lunar. Es parte de la formación Fra Mauro circundante, estando situado al noreste del Mare Cognitum y al sureste del Mare Insularum. Por su lado sur se une con los cráteres Bonpland y Parry, que invaden parcialmente la formación provocando que los restos del brocal se precipiten hacia el interior del cráter.
|  |

Los restos del brocal de Fra Mauro están muy desgastados, con numerosas incisiones de impactos pasados y aberturas en las paredes norte y este. El borde más destacado es el sureste, donde comparte una pared con Parry. El resto consiste en poco más que mínimos relieves bajos e irregulares. La elevación máxima del borde externo es 0,7 km.
El fondo de esta formación ha sido cubierto por lava basáltica, y está recorrido en sentido norte-sur hasta sus bordes por una serie de hendiduras. No presenta pico central, aunque el pequeño cráter Fra Mauro E se encuentra casi en el punto medio de la formación.

## Misiones Apolo
| La zona norte del cráter Fra Mauro fue el lugar previsto para el malogrado aterrizaje de la misión Apolo 13, que fue abortado después de que un tanque de oxígeno a bordo de la nave espacial explotase. La tripulación más tarde regresó a salvo a la Tierra. La siguiente misión, Apolo 14, aterrizó en Fra Mauro. La tripulación del Apolo 14 (Alan Shepard y Edgar Mitchell) tomó muestras de la brecha depositada por el impacto que formó la cuenca del Mare Imbrium, que cubre parcialmente Fra Mauro. Este manto de escombros en bruto procedentes del material eyectado es conocido como "Formación Fra Mauro". |

## Cráteres satélite
Por convención estos elementos son identificados en los mapas lunares poniendo la letra en el lado del punto medio del cráter que está más cerca de Fra Mauro.
|           | \| Fra Mauro \| Coordenadas \| Diámetro \| \| --------- \| ---------------------------- \| -------- \| \| A \| 5°24′S 20°54′O / -5.4, -20.9 \| 9 km \| \| B \| 4°00′S 21°42′O / -4.0, -21.7 \| 7 km \| \| C \| 5°24′S 21°36′O / -5.4, -21.6 \| 7 km \| \| D \| 4°48′S 17°36′O / -4.8, -17.6 \| 5 km \| \| E \| 6°00′S 16°48′O / -6.0, -16.8 \| 4 km \| \| F \| 6°42′S 16°54′O / -6.7, -16.9 \| 3 km \| \| G \| 2°12′S 16°18′O / -2.2, -16.3 \| 6 km \| \| H \| 4°06′S 15°30′O / -4.1, -15.5 \| 6 km \| \| J \| 2°36′S 18°36′O / -2.6, -18.6 \| 3 km \| \| K \| 2°30′S 16°42′O / -2.5, -16.7 \| 6 km \| \| N \| 5°18′S 17°24′O / -5.3, -17.4 \| 3 km \| \| P \| 5°24′S 16°30′O / -5.4, -16.5 \| 3 km \| \| R \| 2°12′S 15°36′O / -2.2, -15.6 \| 3 km \| \| T \| 2°06′S 19°18′O / -2.1, -19.3 \| 3 km \| \| W \| 1°18′S 16°48′O / -1.3, -16.8 \| 4 km \| \| X \| 4°30′S 17°18′O / -4.5, -17.3 \| 20 km \| \| Y \| 4°06′S 16°42′O / -4.1, -16.7 \| 4 km \| \| Z \| 3°48′S 14°36′O / -3.8, -14.6 \| 5 km \| |          |
| Fra Mauro | Coordenadas | Diámetro |
| A         | 5°24′S 20°54′O / -5.4, -20.9 | 9 km     |
| B         | 4°00′S 21°42′O / -4.0, -21.7 | 7 km     |
| C         | 5°24′S 21°36′O / -5.4, -21.6 | 7 km     |
| D         | 4°48′S 17°36′O / -4.8, -17.6 | 5 km     |
| E         | 6°00′S 16°48′O / -6.0, -16.8 | 4 km     |
| F         | 6°42′S 16°54′O / -6.7, -16.9 | 3 km     |
| G         | 2°12′S 16°18′O / -2.2, -16.3 | 6 km     |
| H         | 4°06′S 15°30′O / -4.1, -15.5 | 6 km     |
| J         | 2°36′S 18°36′O / -2.6, -18.6 | 3 km     |
| K         | 2°30′S 16°42′O / -2.5, -16.7 | 6 km     |
| N         | 5°18′S 17°24′O / -5.3, -17.4 | 3 km     |
| P         | 5°24′S 16°30′O / -5.4, -16.5 | 3 km     |
| R         | 2°12′S 15°36′O / -2.2, -15.6 | 3 km     |
| T         | 2°06′S 19°18′O / -2.1, -19.3 | 3 km     |
| W         | 1°18′S 16°48′O / -1.3, -16.8 | 4 km     |
| X         | 4°30′S 17°18′O / -4.5, -17.3 | 20 km    |
| Y         | 4°06′S 16°42′O / -4.1, -16.7 | 4 km     |
| Z         | 3°48′S 14°36′O / -3.8, -14.6 | 5 km     |